# Auguste Gervais (rose)
'Auguste Gervais' est un cultivar de rosier grimpant obtenu par la maison Barbier en 1916. Il s'agit d'un grand classique sarmenteux issu de Rosa wichuraiana Crép x 'Le Progrès'. Il doit son nom au sénateur Auguste Gervais (1857-1917).

## Description
Ses fleurs semi-doubles, d'environ 9 cm, sont jaune abricot crémeux aux revers cuivrés, tendant à l'ivoire rosé en fin de floraison. Elles sont légèrement parfumées. La floraison abondante se prolonge assez tard en été. Ce rosier sarmenteux produit de longs rameaux flexibles faciles à palisser et s'élève à 350 cm- 400 cm en moyenne et parfois plus de 600 cm, pour une envergure de 250 cm, avec un feuillage vert brillant. « Comment ne pas aimer son très beau feuillage, ses grandes fleurs doubles, ivoire abricot à l’intérieur et rose flammée de cuivre en dehors. Plus pâles sous un chaud soleil, elles s’épanouissent longuement au milieu de l’été et il est bien rare que l’on n’en revoie pas quelques-unes après la floraison principale. ».
Sa zone de rusticité est 6b à 9b.

## Distinction
- Certificat du mérite de la rose nouvelle de la roseraie de Bagatelle en 1919.